# Discografie van Jacques Brel
In dit artikel worden de plaatopnamen van de Belgische chansonnier Jacques Brel beschreven. Uit het enorme aanbod lp's, ep's en singles worden hier alleen de uitgaves genoemd waarop de chansons voor het eerst verschenen. Als opnamen rond dezelfde tijd in diverse formaten verschenen, worden alleen de lp's genoemd. Voor de herkenbaarheid worden titelloze albums aangeduid met de naam van de platenmaatschappij en een volgnummer.
In 1988 verscheen een box van 10 cd's met een bijna compleet overzicht van zijn uitgebracht werk. Daarop werd echter van enkele chansons niet de oorspronkelijke plaatversie gebruikt. In 2003 kwam het daarom tot een nieuwe cd-box: de Boîte Integral. Deze set van 15 cd's op het Universal Music-label wordt beschouwd als de eerste cd-versie waarin de oorspronkelijke plaatopnamen volledig worden gerespecteerd. De titels die de, oorspronkelijk meestal titelloze, elpees bij deze cd-uitgave kregen toebedeeld, worden hier voor de herkenbaarheid ook vermeld.
Informatie over de opnamegeschiedenis van Jacques Brel-liederen, vertolkt door anderen, is te vinden op Lijst van Jacques Brel-vertolkers.

## Vinyl

### 1953
La foire/Il y aSingle, opgenomen op 17 februari 1953. Brel wordt begeleid door contrabas, gitaar en accordeon. De arrangementen zijn van Glen Powell. Het is onduidelijk wanneer de plaat precies in de handel kwam.

### 1954
PHILIPS N°1 (cd-titel Grand Jacques)
- La haine
- Grand Jacques
- Il pleut (les carreaux)
- Le diable (ça va). Werd rond de tijd dat deze plaat uitkwam ook door Julliette Greco op haar repertoire genomen. Zij was daarmee de eerste artieste die materiaal van Brel overnam.
- Il peut pleuvoir
- Il nous faut regarder
- Le fou du roi
- C'est comme ça
- Sur la place

Opgenomen op 15 februari 1954 met orkest onder leiding van André Grassi.

### 1955
- S'il te faut
- Les pieds dans le ruisseau

Single, opgenomen op 11 en 17 maart 1955 met orkest onder leiding van Michel Legrand.

### 1956
- La bastille en andere
- Prière païenne en andere

In 1956 verschenen twee ep's. Elk daarvan bevatte, naast materiaal van de eerste lp, ook een nieuw lied. La bastille werd op 25 oktober 1955 opgenomen; Prière païenne op 18 september 1956. Beide met orkest onder leiding van André Popp.

### 1957
PHILIPS N°2 (cd-titel Quand on n'a que l'amour)
- Quand on n'a que l'amour. Brels eerste 'hit'. Het lied werd in 1957 onderscheiden met de prestigieuze Grand Prix du Disque.
- Qu'avons nous fait bonnes gens?
- Les pieds dans le ruisseau
- Pardons
- La bourrée du célibataire. Maakte in 1993 onverwacht zijn opwachting in de Amerikaanse speelfilm Groundhog Day. Hoofdrolspeler Bill Murray probeert in deze film diepe indruk op zijn tegenspeelster te maken door enige regels uit het lied te citeren.
- L'air de la bêtise
- Saint Pierre
- J'en appelle
- Heureux
- Les blés

Brels tweede lp bevat opnamen van diverse sessies. Qu'avons nous fait bonnes gens en Les pieds dans le ruisseau zijn afkomstig van de Michel-Legrandsessies uit maart 1955 die al eerder de single S'il te faut opleverden. De overige opnamen werden met André Popp gemaakt op 18 en 19 september 1956, en op 22 maart 1957.
Sur la place - Simone Langlois & Jacques Brel
Op 24 december 1957 opgenomen duet voor een ep van Simone Langlois. De opname is nooit op een Jacques-Brelplaat verschenen. Dit is de eerste opnamesessie waarbij Jacques Brel zingt terwijl François Rauber het orkest leidt.

### 1958
PHILIPS N°3 (cd-titel Au printemps)
- Demain l'on se marie (la chanson des fiancés). Een duet met Jeanine de Waleyne.
- Au printemps
- Je ne sais pas
- Le colonel
- Dors ma mie
- La lumière jaillira
- Dites, si c'était vrai (poème)
- L'homme dans la cité
- Litanies pour un retour
- Voici

De opnamen voor deze plaat werden gemaakt op 12 en 14 maart en 1 april 1958.
Hoewel François Rauber mede-componist van bijna alle liedjes is, stond het orkest tijdens de opnamen om platenmaatschappij-politieke redenen vooral onder leiding van André Popp. Pas tijdens de sessie in april kreeg Brels muzikale compagnon François Rauber de gelegenheid om op een Brel-plaat het orkest te dirigeren. Daarvóór werd hij door platenmaatschappij Philips nog te onervaren gevonden. Alle Brel-opnamen vonden vanaf dit moment plaats met orkest onder leiding van François Rauber.
Voir / L'aventure en andere
Ep waarvan bovenvermelde nummers werden opgenomen op 7 en 21 oktober 1958. De ep werd aangevuld met opnamen van PHILIPS N°3.
Un soir à Bethléem avec Jacques BrelJe prendrai / La nativité selon Saint-Luc
Kerst-cadeautje voor lezeressen van het blad Marie Claire. De opnamen zijn nooit heruitgebracht.

### 1959
PHILIPS N°4 (cd-titel La valse à mille temps)
- La valse à mille temps
- Seul
- La dame patronesse
- Je t'aime
- Ne me quitte pas. Dit zou later zijn succesvolste lied blijken. Het lied werd onderscheiden met een Grand Prix du Disque. Hoewel we Brel moeilijk kunnen kwalificeren als een elektronicapionier, is het opmerkelijk dat op deze opname reeds gebruik wordt gemaakt van het zingende-zaagachtige geluid van de elektronische Ondes-Martenot.
- Les flamandes, het eerste Brel-chanson dat controverse veroorzaakte.
- Isabelle, een liedje over zijn dochter
- La mort
- La tendresse
- La colombe

Dit is de eerste lp waarop de samenwerking van Brel en Rauber tot volle wasdom is gekomen. Op aanraden van Rauber is Brel iets lager gaan zingen, wat de zeggingskracht van zijn zang ten goede komt. Hoewel Gérard Jouannest nog geen enkele vermelding op de plaat heeft, melden deskundigen dat ook hij Brel inmiddels op muzikaal gebied sterk ondersteunde. Het resultaat is een lp waarop Brel voor het eerst op de toppen van zijn kunnen presteert. Pas vanaf deze plaat komen we dan ook Brels grote succesnummers tegen.<
De opnamen voor de plaat werden gemaakt op 11, 14, 15 en 17 september 1959.

### 1961
PHILIPS N°5 (cd-titel Marieke)
- Marieke, misschien om tegenwicht te bieden aan de anti-Vlaamse indruk die hij met Les flamandes wekte — de eerste opname waarop Brel naast de Franse ook de Nederlandse taal gebruikt.
- Le moribond. Werd door Brel meermalen zijn beste chanson genoemd. Hij voltooide het lied op een hotelkamer in Algiers. Het werd door Rod McKuen in het Engels vertaald als Seasons in the sun en bereikte in de versie van Terry Jacks in 1974 de eerste plaats op de Amerikaanse Billboard-hitlijst. Ook in Engeland haalde die versie een nummer-éénnotering. Met Kerstmis 1999 stond Seasons in the sun in Engeland opnieuw op 1, ditmaal in een versie van Westlife. Diegenen die vertrouwd zijn met Brels origineel hebben vaak moeite om die versie in de Engelse bewerkingen terug te herkennen.
- Vivre debout
- On n'oublie rien
- Clara
- Le prochain amour
- L'ivrogne
- Le prénoms de Paris
- Les singes

Dit is de eerste plaat waarop Gérard Jouannest op diverse titels als mede-componist wordt vermeld. De plaat werd opgenomen op 22 februari, 30 maart en 4 april 1961. Op 21 februari werd ook een sessie gedaan waarbij er alternatieve arrangementen werden uitgeprobeerd. Geen van die opnamen werd uiteindelijk voor de plaat gebruikt. Wel verscheen een van deze sessie afkomstige, veel dramatischer aangezette, versie van Le prochain amour later als bonustrack op de cd-uitgave.
- De apen / Men vergeet niets

Single met daarop Nederlandstalige versies van respectievelijk Les singes (vertaald door Eric Franssen) en On n'oublie rien (vertaald door Leo Camps en Will Ferdy). De plaat bevat dappere pogingen van Brel om enorme lappen Nederlandse tekst ten gehore te brengen — een taal die hij daarvoor duidelijk onvoldoende beheerste. Het plaatje raakte snel in de vergetelheid.
- Marieke / Laat me niet alleen

Brels tweede Nederlandstalige single is een stuk minder rampzalig dan de eerste. De vertaling van Marieke is van Eric Franssen. Ne me quitte pas werd door Ernst van Altena vertaald. Brel was over diens werk zo tevreden dat hij hem tot zijn officiële Nederlandse vertaler benoemde.

### 1962
Olympia 1961
- Les prénoms de Paris
- Les bourgeois
- Les paumés du petit matin
- Les Flamandes
- La statue
- Zangra
- Marieke
- Les biches
- Madeleine
- Les singes
- L'ivrogne
- La valse à mille temps
- Ne me quitte pas
- Le moribond
- Quand on n'a que l'amour

Registratie van de eerste concertreeks die Brel als hoofdact in het Parijse Olympia-theater gaf. De plaat werd opgenomen op 27, 28 en 29 oktober 1961. Brel wordt op piano begeleid door zowel François Rauber als Gérard Jouannest; de accordeonist is Jean Corti. Het orkest staat onder leiding van Daniel Janin. Het was Brels laatste album voor het Philips-label.
BARCLAY N°1  (cd-titel Les bourgeois)
- Les bourgeois
- Les paumés du petit matin
- Le Plat Pays
- Zangra
- Une île
- Madeleine
- Bruxelles
- Chanson sans paroles
- Les biches
- Le caporal Casse-Pompon, een vrolijk spotlied op oorlogszuchtige Duitsers. Brel voegt hiermee na het Nederlands ook het Duits toe aan zijn talenpallet.
- La statue
- Rosa

Brels eerste album op het Barclay-label bestaat voor een groot deel uit studio-versies van materiaal dat luisteraars al kenden van het Olympia-concert. De plaat werd opgenomen op 6,7,9 en 14 maart 1962.
- De burgerij
- Rosa
- De nuttelozen van de nacht
- Mijn vlakke land

Vertalingen van respectievelijk Les bourgeois, Rosa, Les paumés du petit matin en Le plat pays.
Na de maar matig geslaagde Nederlandstalige platen uit 1961 nam Brel enkele spraaklessen. Tijdens het inzingen van deze ep in maart 1962 werd hij bovendien gecoacht door Ernst van Altena, die tevens de teksten schreef. Deze inspanningen wierpen hun vruchten af. Vooral over Mijn vlakke land was Brel zeer tevreden. De kritiek die hem in Vlaanderen ten deel viel — namelijk: dat zijn tongval meer met Hollands dan met Vlaams te maken zou hebben — vatte hij op als een compliment.

### 1963
- Les bigotes
- Quand maman reviendra
- Les filles et les chiens
- La parlotte

Ep, opgenomen op 22 november en 1 december 1962. Andere opnamen van dezelfde chansons werden in 1966 uitgegeven op het album BARCLAY N°2, met uitzondering van Quand maman reviendra dat pas in 1988 opnieuw verscheen.
- Les toros
- Les vieux
- La Fanette
- Les fenêtres

Ep, opgenomen op 2,3 en 10 april 1963. Later heruitgebracht op BARCLAY N°2. Van deze ep en de vorige verscheen ook een combinatie-versie op 33 toeren. Quand maman reviendra is op die uitgave vervangen door een opname van J'aimais van 10 april 1963.
Jacques Brel chante la Belgique
- Jean de Bruges, Il neige sur Liège en andere.

Relatiegeschenk, uitgebracht door de Unie van Belgische steden en Gemeenten. Jean de Bruges werd nooit heruitgegeven. Il neige sur Liège wel. De opnamen stammen van 30 mei 1963.
Pourquoi faut-il que les hommes s'ennuient?
Brel nam dit chanson in de zomer van 1963 op voor de soundtrack van de speelfilm Un roi sans divertissement. De eerste plaatversie verscheen waarschijnlijk pas jaren later op een van de vele Brel-verzamel-lp's.

### 1964
- Mathilde
- Le tango funèbre
- Les bergers
- Titine
- Jef
- Les bonbons
- Le dernier repas
- Au suivant

Ep, opgenomen op 7, 8 en 9 januari en 7 maart 1964. Het materiaal werd heruitgegeven op BARCLAY N°2 en BARCLAY N°3.
Olympia 1964
- Amsterdam
- Les vieux
- Tango funèbre
- Le plat pays
- Les timides
- Les jardins du casino
- Le dernier repas
- Les toros

Live-opnamen van Brels tweede Olympia-reeks. Opgenomen op 16 en 17 oktober 1964. Latere uitgaven bevatten tevens de liedjes Les bonbons, Mathilde, Les bigotes, Jef, Au suivant en Madeleine. Brel wordt begeleid door Gérard Jouannest (piano), Jean Corti (accordeon), Pierre Sim (contrabas), Philippe Combelle (slagwerk) en orkest onder leiding van François Rauber. Van Amsterdam, Les timides en Les jardins du casino staan op dit album de bekendste versies — van die chansons werd namelijk nooit een studio-opname gemaakt.

### 1965
- Ces gens-là
- Jacky
- L'age idiot
- Fernand
- Grand-mère
- Les désesperés

Ep, opgenomen op 2,3 en 6 november 1965. Later heruitgegeven op BARCLAY N°3.

### 1966
- Nos amis les mineurs

In kleine oplage gemaakte single waarop Brel een eerbetoon aan Franse mijnwerkers reciteert. De tekst is van Jean Maudit, de begeleidende muziek van Dino Castro. De opnamen werden nooit heruitgebracht. De plaat geldt inmiddels als verzamelobject.
BARCLAY N°2 (cd-titel Les bonbons)
- Les bonbons
- Les vieux
- La parlote
- Le dernier repas
- Titine
- Au suivant
- Les toros
- La Fanette
- J'aimais
- Les filles et les chiens
- Les bigotes
- Les fenêtres

Het materiaal op dit album was al eerder verschenen op diverse ep's. De cd-versie bevat bovendien een extra nummer van de sessies van 7 maart 1964: Les amants de coeur — een bewerking van Rod McKuens The lovers.
BARCLAY N°3 (cd-titel Ces gens-là)
- Ces gens-là
- Jef
- Jacky
- Les bergers
- Le tango funèbre
- Fernand
- Mathilde
- L'age idiot
- Grand-mère
- Les désespérés

Het materiaal op dit album was al eerder verschenen op diverse ep's.

### 1967
BARCLAY N°4, ook bekend geworden als Jacques Brel 67 (tevens cd-titel)
- Mon enfance
- Le cheval
- Mon père disait
- La, la, la
- Les coeurs tendres
- Fils de...
- Les bonbons 67, het vervolg op Les bonbons uit 1964.
- La chanson des vieux amants
- A jeun
- Le gaz

Opgenomen op 30 december 1966 en 2, 3 en 18 januari 1967. De cd-versie bevat tevens het van dezelfde sessies afkomstige Les moutons
BARCLAY N°5 is een verzamel-lp.

### 1968
BARCLAY N°6 (cd-titel J'arrive)
- J'arrive
- Vesoul
- L'ostendaise
- Je suis un soir d'été
- Regarde bien petit
- Comment tuer l'amant de sa femme quand on a été élevé comme moi dans la tradition
- L'éclusier
- Un enfant
- La bière

Brels voorlopige afscheidsplaat met opvallende bijdrages van Marcel Azzola op de accordeon. Opgenomen op 15 mei en 7, 12, 14 en 23 september 1968. De cd-versie bevat tevens La chanson de van Horst; opgenomen tussen 7 februari en 18 maart 1972 voor de soundtrack van de speelfilm Le bar de la Fourche.
L'homme de la Mancha
Lp-versie van de gelijknamige musical met Jacques Brel als Don Quichotte. Opgenomen aan de vooravond van de première van de musical, van 23 tot en met 27 november 1968.

### 1969
- L'histoire de Babar
- Pierre et le loup

De geschiedenis van Babar van Poulenc en Peter en de wolf van Prokofjev. Brel is de verteller op deze op 12 november 1969 opgenomen plaat met het orkest Concerts Lamoureux onder leiding van Jean Laforge.

### 1972
Jacques Brel (cd-versie  Ne me quitte pas)
- Ne me quitte pas
- Marieke
- On n'oublie rien
- Les flamandes
- Les prénoms de Paris
- Quand on n'a que l'amour
- Les biches
- Le prochain amour
- Le moribond
- La valse à mille temps
- Je ne sais pas

Barclay-plaat waarvoor Brel zijn Philips-successen in 'moderne', op de Amerikaanse musical-traditie gelijkende, arrangementen heeft heropgenomen. De aanleiding voor het maken van deze lp was waarschijnlijk meer van financiële dan van artistieke aard. De plaat wordt door de meeste Brel-liefhebbers als een enorme afknapper beschouwd.

### 1973
L'enfance
- J'arrive

Single. L'enfance werd op 24 mei 1973 opgenomen voor de soundtrack van de film Le Far West.

### 1977
BREL (cd-versie  Les Marquises)
- Jaurès, verwijst naar de Franse socialist Jean Jaurès die aan de vooravond van de Eerste Wereldoorlog werd vermoord.
- La ville s'endormait. Hierin betwijfelt Brel of 'de vrouw' wel 'de toekomst van de man' is. Die woorden zijn een commentaar op La femme est l'avenir de l'homme van Jean Ferrat.
- Vieillir
- Le bon Dieu
- Les F..., een lied waarin Brel nog één keer al zijn gram spuit over de Vlaamse Beweging. Het lied leverde discussies in het Belgische parlement op.
- Orly, refereert aan Gilbert Bécauds chanson Dimanche à Orly. Bécaud zingt in dat lied dat hij op zondagmiddag voor zijn plezier naar Orly gaat, om de drukte van het vliegveld te bekijken en te fantaseren hoe hij ooit zelf de vrijheid tegemoet zal vliegen. Brel beschrijft in Orly minutieus hoe twee geliefden elkaar op het vliegveld vaarwel zeggen, terwijl hij hen van een afstand gadeslaat. Hij constateert dat het leven geen lolletje is en vindt Orly op zondag een verdomd trieste bedoening — met of zonder Bécaud.
- Les remparts de Varsovie
- Voir un ami pleurer, werd ingegeven door een ervaring met Marc Bastard, een van Brels vrienden op Hiva Oa. Hij deed het lied 'cadeau' aan Juliette Gréco: zij mocht het, nog voordat Brels eigen versie verscheen, op plaat uitbrengen.
- Knokke-le-Zoute tango
- Jojo, gaat over Brels overleden boezemvriend Georges Pasquier.
- Le lion, bevat een passage waarin een wulpse vrouwenstem herhaaldelijk de naam Jacques noemt. Het is de stem van Maddly Bamy die tijdens de laatste jaren van Brels leven zijn levenspartner was.
- Les marquises

Brels zwanenzang. Opgenomen in september 1977, met naast Rauber ook Gérard Jouannest en Marcel Azzola. Aan de cd-versie zijn vijf nummers toegevoegd: Sans exigences, Avec élégance, Mai 40, L'amour est mort en La cathédrale. Hoewel ze van dezelfde opnamesessies afkomstig zijn, waren ze niet op de vinyl-versie te horen. Brel had Jouannest, Rauber en zijn platenbaas Eddie Barclay destijds uitdrukkelijk laten beloven dat deze opnamen nooit zouden worden uitgebracht omdat hij ze als onaf beschouwde. Barclay verbrak zijn belofte al in 1988 door Mai 40 beschikbaar te stellen voor de videodocumentaire Brel — dix ans après. De andere vier nummers verschenen in 2003 voor het eerst, ondanks aanhoudende protesten van Rauber en Jouannest.

## Cd

### 1988
Intégrale Jacques Brel Grand Jacques
Box met 10 cd's met vrijwel alle studio-opnamen en twee concertregistraties. De al eerder vermelde nummers Les moutons, Les amants de coeur en La chanson de van Horst verschenen op deze uitgave voor het eerst.

### 1998
Brel en scènes
- On n'oublie rien
- La, la, la
- La tendresse
- La valse à mille temps
- Ne me quitte pas
- Marieke
- Le moribond
- Les singes
- Le plat pays
- Rosa
- La Fanette
- Grand-mère
- Fernand
- Le prochain amour
- Les bonbons
- Madeleine

Verzameling niet eerder uitgebrachte concertopnamen, gemaakt tijdens optredens in het Théâtre Municipal in Lausanne (1960), het Kurhaus in Scheveningen (1961), de Kleiner Sendesaal van de WDR in Keulen (1963 en 1966) en het Palais de Beaulieu in Lausanne (1966).

### 2003
Intégrale 2003
Box met 15 cd's met veel zorg voor alle versies. Sans exigences, Avec élégance, Mai 40, L'amour est mort en La cathédrale verschenen op deze uitgave voor het eerst, evenals een alternatieve versie van Le prochain amour.
Als bonus werd aan deze verzameling een cd toegevoegd met niet eerder uitgebrachte opnamen die Brel op 14 en 21 augustus 1953 voor de BRT maakte. Zichzelf begeleidend op gitaar zingt hij: À deux/Dites, si c'était vrai/Les gens/La haine/Départs/Le diable (Ça va)/Qu'avons-nous fait, bonnes gens?/L'ange déchu/Les pieds dans le ruisseau/La Bastille/Ce qu'il nous faut (Ce qu'il vous faut)/L'accordéon de la vie/Je suis l'ombre des chansons/S'il te faut/Ballade/L'orage/Les pavés/Le fou du roi/La foire/Sur la place/Il peut pleuvoir/Les deux fauteuils/Les enfants du roi/Le troubadour/Il nous faut regarder/C'est comme ça
Op dezelfde cd zijn nog twee unieke opnamen te horen: een demo uit Brels privé-archief waarop hij Si tu revenais zingt en een versie van Le pendu die in 1963 werd geregistreerd tijdens een optreden in het Nederlandse televisieprogramma Club Domino.

### 2010
Intégrale des albums originaux
Box van 13 cd's met de originele albums

### 2013
Suivre l'étoile - Intégrale
Een verzameling van 21 cd's komt uit. Alle opnamen zijn geremasterd.

## Dvd

### 2003
Comme quand on était beau
Drie dvd's met archiefopnamen uit Brels gehele carrière. Bevat ruim zeven uur (televisie)optredens, interviews en beelden uit Brels privé-archief.

### 2004
Les adieux à l'Olympia
Registratie van de laatste optredens die Brel in theater Olympia in Parijs gaf (28 en 29 oktober 1966). Deze dvd bevat onder andere de beroemd geworden scène waarin Brel, nadat het publiek een meer dan twintig minuten lange staande ovatie heeft gehouden, in zijn kamerjas op het podium terugkeert om uit te leggen dat hij ook deze keer geen toegift zal geven. Wel bedankt hij zijn publiek met de woorden Je vous remercie parce que ça justifie quinze années d'amour ("Ik dank u want dit rechtvaardigt vijftien jaar liefde.") (Brels allerlaatste optreden vond op 16 mei 1967 plaats in Roubaix.)

### 2008
Brel à Knokke
Registratie van een optreden in het Casino van Knokke op 23 juli 1963. In dit optreden brengt Brel voor de eerste maal Mathilde. Hiernaast bevat de dvd ook een interview met Brel uit 1971, opgenomen in de bar van zijn vriend Franz - Brels eerste film is naar hem genoemd - en geregisseerd door Marc Lobet. Het optreden en interview waren al eerder verschenen op vhs en cd.